# Le Cœur des hommes 2
Série Le Cœur des hommes
Le Cœur des hommes
(2003) Le Cœur des hommes 3
(2013)
Pour plus de détails, voir Fiche technique et Distribution.
Le Cœur des hommes 2 (ou Le Cœur des hommes 2, la suite) est un film français de Marc Esposito, tourné en 2006 et sorti en 2007.
Il est la suite du film Le Cœur des hommes sorti en 2003 et est suivi du film Le Cœur des hommes 3 sorti en 2013.
Le film suit Jeff, Antoine, Manu et Alex qui sont de retour, 4 ans après.

## Synopsis
Jeff, en retraite dans le Midi, en a marre et remonte à Paris pour soumettre à Alex, directeur de leur ancienne maison d'édition commune, un projet de dictionnaire du sport. Jeff directeur de rédaction, Alex éditeur, Manu et Antoine seraient également de la partie en tant que membres du comité de rédaction (ce qui prévoit de belles engueulades entre eux). Il s'occupe d'un autre côté d'Elsa et de leur fille. Sa première fille Margot se sépare de son mari pour un homme marié, et son ex-femme Françoise s'est séparée de son amant.
Antoine, bien qu'il voie encore son ex-femme Lili pour des moments de tendresse (en cachette de leur fils), n'est pas réellement stable affectivement. Il voit un psychologue depuis un an pour comprendre pourquoi il a voulu divorcer. Il finit par avoir un coup de foudre pour une bijoutière, Jeanne, qu'il drague assez rapidement, et avec laquelle il finit par s'installer. Mais le compagnon de celle-ci a un peu de mal à accepter son départ.
Manu et Juliette se sont installés ensemble et ont eu un enfant. Mais Manu trompe sa compagne avec celle d'un de ses fournisseurs, Karine, et face à l'ampleur de cette histoire, il souhaite rompre son couple pour la rejoindre. Il apprend alors qu'elle doit déménager dans le Sud avec son mari, et leur aventure commune s'arrête brusquement. Manu et elle passent donc leur première et dernière nuit ensemble à Étretat, alors que ses trois copains retournent au casino de Cabourg. Quant à Juliette, elle sait que Manu la trompe, mais sait également qu'il restera finalement. La mère de Manu, Marie, a rencontré un baryton qui lui accorde de très nombreuses attentions, ce qui rend Manu assez triste.
Alex finit par se faire prendre la main dans le sac par sa femme : son patron est amoureux d'elle, et pour la convaincre de le rejoindre, a fait filer Alex pour prouver son infidélité. Rejeté par sa fille Charlotte, chassé du domicile conjugal, il tente par tous les moyens de reconquérir Nanou (et Charlotte), quitte à définitivement faire une croix sur sa vie de coureur. Ses amis vont devoir donner de leur personne pour l'aider.

## Fiche technique
Sauf indication contraire, les informations mentionnées dans cette section peuvent être confirmées par la base de données cinématographiques IMDb,  présente dans la section « Liens externes ».
- Titre original : Le Cœur des hommes 2
- Réalisation et scénario : Marc Esposito
- Musique : Béatrice Thiriet
- Décors : Fabienne Guillot
- Costumes : Mélanie Gautier
- Photographie : Pascal Caubère
- Son : Jean-Luc Verdier, Anne-Laure François, Emmanuel Angrand, Rémi Clément
- Montage : Benoît Alavoine
- Production : Marc Esposito et Pierre Javaux
- Sociétés de production[1] : Pierre Javaux Productions
- Sociétés de distribution[2] : Pathé Distribution (France) ; Alternative Films (Belgique) ; Les Films Séville (Québec) ; Pathé Films AG (Suisse romande)
- Budget : 9 005 464 €[3]
- Pays de production :  France
- Langue originale : français
- Format[4] : couleur - 35 mm
- Genre : comédie dramatique, romance
- Durée : 115 minutes
- Dates de sortie[5] :
  - France : 28 juillet 2007 (Festival de Lama) ; 24 octobre 2007 (sortie nationale)
  - Belgique, Suisse romande : 24 octobre 2007[6],[7]
  - Québec : 6 février 2009[8]
- Classification[9] :
  - France : tous publics[10]
  - Belgique : tous publics (Alle Leeftijden)[6]
  - Québec : tous publics (G - General Rating)[8]
  - Suisse romande : interdit aux moins de 12 ans[11]

## Distribution
- Bernard Campan : Antoine
- Gérard Darmon : Jeff
- Jean-Pierre Darroussin : Manu
- Marc Lavoine : Alex
- Fabienne Babe : Lili, l'ex-femme d'Antoine
- Zoé Félix : Elsa, la femme de Jeff
- Valérie Kaprisky : Jeanne, la bijoutière
- Ludmila Mikaël : Françoise, l'ex-femme de Jeff
- Valérie Stroh : Karine
- Florence Thomassin : Juliette, la femme de Manu
- Catherine Wilkening : Nanou, la femme d'Alex
- Jules Stern : Arthur, le fils d'Antoine
- Anna Gaylor : Marie, la mère de Manu
- Myriam Lagrari : Sandrine, la fille de Manu
- Olivier Rosemberg : Nicolas, le fils de Manu
- Caroline Guillain : Margot, la fille de Jeff
- Amélie Gabillaud : Viviane, la fille de Jeff
- Émilie Chesnais : Charlotte, la fille d'Alex
- Guillaume Crozat : Nono, le gendre de Jeff
- Amélie Gabillaud : Viviane
- Marianne Viard : Joëlle, l'assistante
- Albane Duterc : Dominique, la croupière
- Valérie Leboutte : la fille ex aequo
- Jeanne Bertin : la fille du chocolat
- Valérie Steffen : l'avocate
- Christophe Favre : Le maître d'hôtel

## Distinctions
Entre 2007 et 2008, Le Cœur des hommes 2 a été sélectionné 7 fois dans diverses catégories et n'a remporté aucune récompense.

### Nominations
- Raimu de la comédie 2007 :
  - Raimu du film de comédie pour Marc Esposito,
  - Raimu du scénario pour Marc Esposito,
  - Raimu du comédien pour Gérard Darmon,
  - Raimu de la comédienne dans un second rôle pour Florence Thomassin.
- Lumières de la presse étrangère 2008 :
  - Meilleur acteur pour Jean-Pierre Darroussin, Bernard Campan, Marc Lavoine et Gérard Darmon.

### Sélections
- Chroniques villageoises - Festival Européen du Cinéma et du Monde Rural 2007 : Longs métrages.
- Festival International des Jeunes Réalisateurs de Saint-Jean-de-Luz 2007 : Film d'ouverture.

## Apparition
À noter que Raymond Domenech a joué son propre rôle dans une scène du film. La scène a cependant été coupée au montage, mais elle est visible sur le DVD, dans le making-of.

## Suites
- Le Cœur des hommes (série de films) :
  - Le Cœur des hommes
  - Le Cœur des hommes 3